# Kolonie Markusland
Die Kolonie Markusland (auch Andreasfeld/Jakowlewo) war eine russlandmennonitische Ansiedlung in der heutigen Ukraine.

## Geschichte
Die Kolonie wurde 1864 15 km nördlich von Saporischschja von 40 Familien der Kolonie Molotschna gegründet. Die Familien gehörten der Kleinen Gemeinde an. Ab 1866 begannen die Siedler, in die Kolonie Borosenko umzuziehen. Die neuen Einwohner stammten aus der Kolonie Chortitza. Die Orte wurden teils 1918–1919 von den Mennoniten verlassen.
| ursprünglicher Name    | heutiger Name        | ukrainisch           | Gründung |
| ---------------------- | -------------------- | -------------------- | -------- |
| Andreasfeld / Andropol | Andrijiwka           | Андріївка            | 1864     |
| Blumenau               | existiert nicht mehr |                      | 1879     |
| Ebenberg               | existiert nicht mehr |                      | vor 1898 |
| Ebenfeld               | existiert nicht mehr |                      | 1870     |
| Eigenfeld              | Jakowlewe            | Яковлеве             | 1880     |
| Friedrichsthal         | Alexejweka           | existiert nicht mehr | 1863     |
| Grünhoffnungsthal      | Alexejowka           | existiert nicht mehr | 1898     |
| Neu-Schönwiese         | Leschyne             | Лежине               | 1867     |